# ザ・パウンド・イズ・シンキング
ザ・パウンド・イズ・シンキング（The Pound Is Sinking）は、1982年にポール・マッカートニーが発表した楽曲。
アルバム『タッグ・オブ・ウォー』収録。アコースティックギターでデニー・レインが参加している。
ポールが経済問題を取り上げた、珍しい曲。当時は世界同時不況のさなかにあった。歌詞には各国通貨が並び、その中に円も登場する（「絶えず上がっている」とある）。徐々に円が強くなっていった（そして円高不況を経てバブル景気に突入していく）時期の雰囲気が感じられる。
登場する通貨は順に、ポンド、ペソ、リラ、マルク、フラン、ドラクマ、ドル、ルーブル、円（通貨はいずれも当時）。